# 浪泉藤市
浪泉 藤市（なみいずみ とういち、1893年12月10日 - 1965年3月25日 ）は、青森県南津軽郡大杉村（現青森市）出身で振分部屋に所属した元大相撲力士。本名は成田 藤一。最高位は西十両3枚目。

## 来歴
浪ノ音の振分部屋に入門。翌1911年2月場所で「浪泉」の四股名で初土俵を踏む。1914年5月場所十両に昇進した。この場所では0勝4敗1預の成績に終わり、幕下に落ちた。1915年6月場所で再十両となったがここでも2勝3敗と負け越し、再び幕下に落ちた。投げに拘る相撲から一気に寄るという取り口に変えてから3度目の十両昇進となった1916年5月場所で3勝1敗1預と初めて勝ち越した。翌場所も3勝2敗と勝ち越し1917年5月場所自己最高位となる西十両3枚目まで躍進した。しかし、この場所から2場所連続負け越して1918年5月場所で幕下に落ちた。その後1919年1月場所で4度目の十両昇進を果たしたが、負け越して再び幕下に落ちた。再度十両に戻ることなく1921年1月場所で廃業した。
廃業後警視庁に入り、柔道師範となった。
定年後は郷里に戻り、農業に従事し1965年に71歳で死去した。

## 成績
- 番付在位場所数：16場所
- 十両在位：7場所
- 十両成績：13勝20敗1分2預

### 場所別成績
| 1912年 （明治45年） | 西序二段26枚目 –     | 東三段目43枚目 –     |
| 1913年 （大正2年） | 西三段目筆頭 –       | 西幕下39枚目 –       |
| 1914年 （大正3年） | 西幕下11枚目 3–2     | 西十両12枚目 0–4 1預 |
| 1915年 （大正4年） | 東幕下11枚目 4–1     | 西十両15枚目 2–3     |
| 1916年 （大正5年） | 東幕下5枚目 2–0 1分  | 西十両14枚目 3–1 1分 |
| 1917年 （大正6年） | 西十両5枚目 3–2      | 西十両3枚目 2–4      |
| 1918年 （大正7年） | 西十両12枚目 2–3     | 西幕下筆頭 3–2       |
| 1919年 （大正8年） | 東十両12枚目 1–3 1預 | 西幕下6枚目 1–2–2    |
| 1920年 （大正9年） | x                    | x                    |
| 1921年 （大正10年） | 引退 –               | x                    |
| 各欄の数字は、「勝ち-負け-休場」を示す。 優勝 引退 休場 十両 幕下 三賞：敢=敢闘賞、殊=殊勲賞、技=技能賞 その他：★=金星 番付階級：幕内 - 十両 - 幕下 - 三段目 - 序二段 - 序ノ口 幕内序列：横綱 - 大関 - 関脇 - 小結 - 前頭（「#数字」は各位内の序列） |                      |                      |

- 幕下以下の地位は小島貞二コレクションの番付実物画像による。